# Circondario di Savona
Il circondario di Savona era uno dei circondari in cui era suddivisa la provincia di Genova.

## Storia
In seguito all'annessione della Lombardia dal Regno Lombardo-Veneto al Regno di Sardegna (1859), fu emanato il decreto Rattazzi, che riorganizzava la struttura amministrativa del Regno, suddiviso in province, a loro volta suddivise in circondari. Il circondario di Savona fu creato come suddivisione della provincia di Genova; il territorio corrispondeva a quello della vecchia provincia di Savona del Regno di Sardegna.
Con l'Unità d'Italia (1861) la suddivisione in province e circondari fu estesa all'intera Penisola, lasciando invariate le suddivisioni stabilite dal decreto Rattazzi.
Nel 1880 perse il comune di Pareto, ceduto al circondario di Acqui nella provincia di Alessandria.
Nel 1926 fu aggregato al circondario di Savona il soppresso circondario di Albenga.
Il circondario di Savona fu abolito, come tutti i circondari italiani, nel 1927, nell'ambito della riorganizzazione della struttura statale voluta dal regime fascista. Il territorio andò a costituire la nuova provincia di Savona.

### Suddivisione amministrativa
all'atto dell'istituzione (1859)
- mandamento I di Savona
  - Albissola Marina, Albisola Superiore, Ellera, Quiliano, Savona, Vado
- mandamento II di Millesimo
  - Biestro, Cengio, Cosseria, Millesimo, Murialdo, Plodio, Roccavignale, Rocchetta Cengio
- mandamento III di Sassello
  - Martina, Olba, Sassello, Tiglietto
- mandamento IV di Cairo
  - Altare, Bormida, Brovida, Cairo, Carcare, Carretto, Mallare, Osiglia, Pallare, Rocchetta Cairo
- mandamento V di Varazze
  - Celle, Cogoleto, Stella, Varazze
- mandamento VI di Noli
  - Bergeggi, Magnone, Noli, Segno, Spotorno, Vezzi
- mandamento VII di Dego
  - Cagna, Dego, Giusvalla, Lodisio, Mioglia, Pareto, Piana, Pontinvrea, Santa Giulia